# Vízihoki

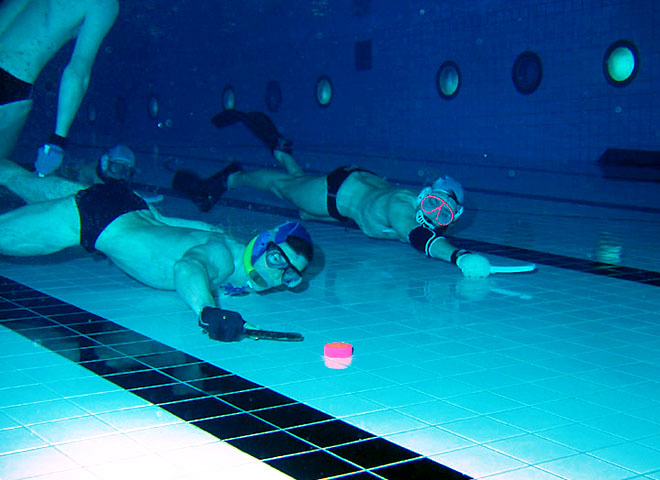
Vízihokimeccs

A vízihoki (angolul: underwater hockey, néha „Octopush”-ként is ismert) egy szokatlan, de izgalmas csapatsport, amelyet búvárfelszereléssel, medence alján játszanak. Ez is egy háromdimenziós vízi sport, de egészen más, mint a víz alatti rögbi. A medencében két csapat küzd egymással, a játékosok célja, hogy egy ütő segítségével a kapuba juttassák a korongot.
A sportot négy angol búvár találta ki 1954-ben: John Ventham, Alan Blake, Jack Willis és Frank Lilleker. Alan Blake volt a Southseai Angol Vízalatti Klub titkára. A játékkal a búvárnövendékek tüdőkapacitását akarták fejleszteni. Ma már a világ számos országában űzik, nemzetközi tornákat, kétévente pedig Európa- és világbajnokságot rendeznek. A legutóbbi, 2006-os világbajnokságot az ausztrál női és az új-zélandi férfi csapat nyerte.

## A vízihoki Magyarországon
Magyarországon jelenleg öt városban van aktív vízihoki csapat: Budapesten, Egerben, Pécsett, Szigetváron és Jászberényben. Budapesten összesen 3 csapat van: az Egyszusz, a Vidrák és Magyarország eddigi egyetlen női csapata a Hokimaki. Eger az Egri Barracudák otthona, a pécsiek csapata a Pécsi Piranhák, a szigetvári csapat neve Blue Marlins. Jászberényben a Jász Búvárok űzik e sportot.

## Felszerelés
A vízihoki a medence alján zajlik. A játékot egy műanyaggal borított ólom koronggal játsszák (angolul puck). Súlya 1,3 kg, ami bőven elég ahhoz, hogy lent maradjon a fenéken. A koronghoz csak a vízihoki ütővel szabad hozzáérni. Ez egy kb. 25 centiméter hosszú, fából vagy műanyagból készült eszköz, fekete vagy fehér színben, ami egyben a csapat színét is jelenti. Az ütőnek több éle, oldala van, mindegyik különböző lövéstechnikát igényel.
Két védőfelszerelés is a játékos kötelező viselete. Az egyik a vízilabdából már jól ismert, füleket is védő sapka. Szintén fekete vagy fehér, egyéni számmal ellátott darabok.
A füleken kívül nagyon fontos az kéz védelme. A kesztyűnek szilikon hézagkitöltő bevonata van. Ettől ráncosnak tűnik, de a fél centiméter vastag gumi megvédi a játékosok kezét a félrecsúszott ütésektől, és az ujjuk sem súrlódik a medence csempéin. A bíró kesztyűje piros színű, ezért a játékosok kesztyűjén piros színű folt, vagy minta nem lehet. Ugyanígy a fekete és fehér szín is tiltott, hogy ne lehessen megtévesztő csapatokat illetően.
A játékosok ezek mellett búváruszonyt viselnek a lábukon, és egy búvármaszkot valamint egy légzőcsövet a fejükön. Búvárpalackot nem használnak, a levegőt a felszínen veszik, ezért egy körön belül jó néhányszor fel kell jönni a felszínre.

## Főbb szabályok
A mérkőzést egy 25 x 12 méteres, minimum 2 méter mély medencében játsszák.
10 játékos alkot egy csapatot, de egyszerre csak 6 ember van a vízben, a 4 bármikor bevethető cserejátékos a parton várakozik. Egy mérkőzés két 15 perces félidőből áll.
A korongot csak az ütővel szabad érinteni, a korongot birtokló játékost nem szabad feltartani. Kisebb szabálytalanságért szabadlövést kap az ellenfél, nagyobbért büntetőt, illetve meghatározott időre, vagy a teljes mérkőzésre szóló kiállítást.
Három bíró figyeli a mérkőzést, ketten a vízből, a főbíró pedig a partról irányít. A bírók kézjelekkel kommunikálnak, de a főbíró víz alatt is hallható hangjelzéssel állítja le vagy indítja el a játékot.